# John Schneider
John Schneider (Mount Kisco, New York, 1960. április 8. –) amerikai színész.

## Élete
Az egyik főszereplő, Bo Duke megformálója volt a klasszikus amerikai sorozatban, "Hazárd megye lordjaiban". A történet megannyi változatot, folytatást megért, John Schneiderrel főszerepben. De láthattuk őt az "Elveszett ereklyék fosztogatóiban" és a "Halálbiztos diagnózis" című sorozatban.
A tévéfilmeket és a kisebb mozikat követően a következő nagy kiugrás számára már Jonathan Kent megformálása jelentette a Smallville-ben.
A "Hazárd megye" sikerét meglovagolva a sorozatot követően zenei pályába kezdett, country műfajban. Gyakran ad koncerteket, többször jótékonysági célból. Emellett a Gyermeki Csoda Hálózata szervezet egyik alapító tagja. Ez a jótékonysági szövetség gyermekkórházakon segít. Szociális ügyekben is szívesen szerepet vállal.  Támogatója a családcentrikus programoknak.

## Filmográfia

### Film
- A nevem Gábriel (2012)
- Októberi csecsemő (2011)
- Mit tenne Jézus? (2011)
- Újrakezdők – Szerelmes szingli szittert keres (2009)
- 10.5 – Földindulás (2004)
- Szikrázó vihar (2001)
- Hazárd megye lordjai: Irány Hollywood! (2000)
- Hóból is megárt a sok (2000)
- Hazárd megye lordjai – A visszatérés  (1997)
- Amazonok a vadnyugaton (1997)
- S.O.S. Tornádó! (1996)
- Smokey és a Bandita 4 – Bandita a csávában (1996)
- Irány az Éden! (1994)
- A hurrikán csapdájában (1993)
- Ágyúgolyó futam 3 – Tövig nyomd a pedált! (1989)
- Otthonról hazafelé (1988)
- A távoli jótevő (1987)
- Eddie Macon futása (1983)

### Televízió
- Smallville (2001–2006)
- Hazárd megye lordjai (1979–1985)